# Schlangenlemma
Das Schlangenlemma, eine in allen abelschen Kategorien gültige Aussage aus dem mathematischen Teilgebiet der homologischen Algebra, ist ein Werkzeug zur Konstruktion der dort betrachteten langen exakten Sequenzen.
Wichtige Anwendungen findet es beispielsweise in der algebraischen Topologie.
Die mit dem Schlangenlemma konstruierten Homomorphismen werden üblicherweise als Verbindungshomomorphismen bezeichnet.

## Aussage
In einer abelschen Kategorie (etwa der Kategorie der abelschen Gruppen oder der Vektorräume über einem gegebenen Körper) sei das folgende kommutative Diagramm gegeben:
Hierbei seien die Zeilen exakt und {\displaystyle 0} bezeichne das Nullobjekt.
Dann gibt es eine exakte Sequenz, die die Kerne und Kokerne von {\displaystyle a}, {\displaystyle b}, {\displaystyle c} in Beziehung setzt:
{\displaystyle \ker a\;{\color {Gray}\longrightarrow }\ker b\;{\color {Gray}\longrightarrow }\ker c\;{\overset {d}{\longrightarrow }}\operatorname {coker} a\;{\color {Gray}\longrightarrow }\operatorname {coker} b\;{\color {Gray}\longrightarrow }\operatorname {coker} c}
Ist außerdem {\displaystyle f} ein Monomorphismus, so ist das auch der Morphismus {\displaystyle \ker a\to \ker b}.
Ist {\displaystyle g'} ein Epimorphismus, so gilt das auch für {\displaystyle \operatorname {coker} b\to \operatorname {coker} c}.
In der Kategorie der Gruppen gilt das Schlangenlemma dagegen nur unter Zusatzvoraussetzungen an die Homomorphismen {\displaystyle a}, {\displaystyle b}, {\displaystyle c} (siehe unten).

## Herkunft des Namens
Erweitert man das Diagramm um Kerne und Kokerne, so sieht man, wie sich die behauptete exakte Sequenz durch das Diagramm „schlängelt“:

## Beweis
Für den Beweis nimmt man zunächst an, dass das Diagramm die Kategorie der Moduln über einem Ring betrifft.
Dies gestattet es, die Behauptung durch Diagrammjagd nachzuweisen.
Die Gültigkeit für den Fall einer beliebigen abelschen Kategorie ergibt sich dann aus dem Einbettungssatz von Mitchell.

### Konstruktion der Homomorphismen
Die Homomorphismen zwischen den Kernen bzw. Kokernen werden in natürlicher Weise von den gegebenen horizontalen Homomorphismen über die universellen Eigenschaften von Kern bzw. Kokern induziert.
Die wesentliche Aussage des Lemmas ist die Existenz des Verbindungshomomorphismus {\displaystyle d}, der die Sequenz vervollständigt.
Im Falle der Kategorie abelscher Gruppen oder von Moduln über einem Ring kann man {\displaystyle d} elementweise durch Diagrammjagd konstruieren:
Sei {\displaystyle x\in \operatorname {ker} \,c} gegeben, d. h. ein {\displaystyle x\in C} mit {\displaystyle c(x)=0}.
Wegen der Surjektivität von {\displaystyle g} gibt es ein {\displaystyle y\in B} mit {\displaystyle g(y)=x}.
Wegen {\displaystyle g'(b(y))=c(g(y))=0} gibt es ein (wegen der Injektivität von {\displaystyle f'} eindeutiges) {\displaystyle z\in A'} mit {\displaystyle f'(z)=b(y)}.
Definiere {\displaystyle d(x)} als das Bild von {\displaystyle z} in {\displaystyle \operatorname {coker} \,a}.
Die Wahl von {\displaystyle y\in B} war hierbei nicht eindeutig, wegen der Exaktheit bei {\displaystyle B} hat jedoch jede andere Wahl die Form {\displaystyle y+f(w)} für geeignetes {\displaystyle w\in A}. Als Folge wird {\displaystyle z} durch {\displaystyle z+a(w)} ersetzt, was dann jedoch
auf denselben Wert für {\displaystyle d(x)} führt. Somit ist die Abbildung {\displaystyle d} wohldefiniert.
Hat man zu {\displaystyle x_{1},x_{2}\in \operatorname {ker} (c)} jeweils {\displaystyle y_{1},y_{2}\in B} sowie {\displaystyle z_{1},z_{2}\in A'} mit {\displaystyle g(y_{1,2})=x_{1,2}} und {\displaystyle f'(z_{1,2})=b(y_{1,2})} gewählt, so kann man zu {\displaystyle x_{1}+x_{2}} offenbar {\displaystyle y_{1}+y_{2}} sowie {\displaystyle z_{1}+z_{2}} wählen: {\displaystyle g(y_{1}+y_{2})=x_{1}+x_{2}}, {\displaystyle f'(z_{1}+z_{2})=b(y_{1}+y_{2})}. Hieraus ergibt sich {\displaystyle d(x_{1}+x_{2})=d(x_{1})+d(x_{2})}.
Ebenso folgt, wenn {\displaystyle r} ein Ringelement ist, aus {\displaystyle g(r\cdot y_{1})=r\cdot x_{1}} und {\displaystyle f'(r\cdot z_{1})=b(r\cdot y_{1})}, dass {\displaystyle d(r\cdot x_{1})=r\cdot d(x_{1})} ist. Somit ist die Abbildung {\displaystyle d} linear, also ein Homomorphismus.

### Komplexeigenschaft
Dass die Schlangensequenz einen Komplex bildet, dass also zwei „Pfeile“ hintereinander stets die Nullabbildung ergeben, folgt rasch:
- Die Abbildung {\displaystyle \ker a\to \ker c} wird induziert von {\displaystyle g\circ f=0}
- Für die Abbildung {\displaystyle \ker b\to \operatorname {coker} a} sei {\displaystyle y\in \ker b} und {\displaystyle x=g(y)}. Dann kann man in der obigen Konstruktion von {\displaystyle d(x)} ebendieses {\displaystyle y} wählen, woraus sich {\displaystyle b(y)=0}, dann {\displaystyle z=0} und somit {\displaystyle d(x)=0} ergibt.
- Für die Abbildung {\displaystyle \ker c\to \operatorname {coker} b} sei {\displaystyle x\in \ker c}. Mit den Bezeichnungen wie in der Konstruktion oben ergibt sich das Bild in {\displaystyle \operatorname {coker} b} aus {\displaystyle b(y)\in B'}. Da dies in {\displaystyle \operatorname {Bild} b} liegt, ergibt sich 0.
- Die Abbildung {\displaystyle \operatorname {coker} a\to \operatorname {coker} c} wird induziert von {\displaystyle g'\circ f'=0}

### Exaktheit
Die Exaktheit der Homomorphismen zwischen den Kernen, zwischen den Kokernen sowie an Anfangs- und Endpunkt des Pfeils d weist man wiederum durch Diagrammjagd nach:
- Exaktheit bei {\displaystyle \ker b}: Ist {\displaystyle x\in \ker b} mit {\displaystyle g(x)=0}, so immerhin {\displaystyle x=f(u)} für ein {\displaystyle u\in A}. Wegen {\displaystyle f'(a(u))=b(f(u))=b(x)=0} und der Injektivität von {\displaystyle f'} folgt {\displaystyle a(u)=0}, also in der Tat wie erforderlich {\displaystyle x=f(u)} für ein {\displaystyle u\in \ker a}.
- Exaktheit bei {\displaystyle \ker c}: Sei {\displaystyle x\in \ker c} mit {\displaystyle d(x)=0}. Mit den Bezeichnungen von oben ist dann {\displaystyle z=a(u)} für ein {\displaystyle u\in A}. Dann ist {\displaystyle b(y)=f'(z)=f'(a(u))=b(f(u))}, folglich {\displaystyle y=f(u)+v} für ein {\displaystyle v\in \ker b}. Damit wird {\displaystyle x=g(y)=g(f(u))+g(v)=g(v)}.
- Exaktheit bei {\displaystyle \operatorname {coker} a}: Ein Element {\displaystyle {\bar {z}}} von {\displaystyle \operatorname {coker} a} stammt stets von einem {\displaystyle z\in A'}. Dass es auf {\displaystyle 0\in \operatorname {coker} b} abgebildet wird, bedeutet, dass {\displaystyle f'(z)} im Bild von {\displaystyle b} liegt. Sei {\displaystyle y\in B} mit {\displaystyle b(y)=f'(z)} und setze {\displaystyle x=g(y)}. Dann gilt {\displaystyle c(x)=c(g(y))=g'(b(y))=g'(f'(z))=0}. Somit ist {\displaystyle x\in \ker c} und es wird nach Konstruktion auf das gegebene {\displaystyle {\bar {z}}} abgebildet.
- Exaktheit bei {\displaystyle \operatorname {coker} b}: Ist {\displaystyle {\bar {x}}\in \operatorname {coker} b} das Bild von {\displaystyle x\in B'} und wird {\displaystyle {\bar {x}}} auf die Null in {\displaystyle \operatorname {coker} c} abgebildet, so gilt {\displaystyle g'(x)=c(y)} für ein {\displaystyle y\in C}. Wegen der Surjektivität von {\displaystyle g} gibt es ein {\displaystyle z\in B} mit {\displaystyle g(z)=y}. Dann {\displaystyle g'(b(z))=c(g(z))=c(y)=g'(x)}, also {\displaystyle x=b(z)+f'(u)} für ein {\displaystyle u\in A'}. Beim Übergang zu den Kokernen fällt {\displaystyle b(z)} weg, also ist {\displaystyle {\bar {x}}} das Bild von {\displaystyle {\bar {u}}\in \operatorname {coker} a}.

Die letzten drei Punkte nutzen aus, dass die vertikalen Sequenzen exakt sind.

### Natürlichkeit
Für Anwendungen des Schlangenlemmas ist es häufig nötig, dass die langen exakten Sequenzen „natürlich“ sind (im Sinne einer natürlichen Transformation).
Dies ergibt sich dann aus der Natürlichkeit der vom Schlangenlemma gelieferten Sequenz.
Ist
ein kommutatives Diagramm mit exakten Zeilen, so kann man das Schlangenlemma einmal auf den "vorderen" Teil anwenden und einmal auf den "hinteren".
Die beiden sich ergebenden exakten Sequenzen stehen miteinander über ein Diagramm der Form
in Beziehung.
Man kann dies auch durch Anwendung des Schlangenlemmas auf die Kategorie der Morphismen zwischen Objekten der ursprünglichen Kategorie erkennen.

## Kategorie der Gruppen
Da eine Reihe von Sätzen der homologischen Algebra nicht nur für abelsche Kategorien, sondern auch für die Kategorie der Gruppen Gültigkeit haben, sei darauf hingewiesen, dass dies für das Schlangenlemma nicht der Fall ist. In der Kategorie der Gruppen existieren die Kokerne nicht unbedingt, jedoch können diese durch die Nebenklassen {\displaystyle A'/\operatorname {im} a}, {\displaystyle B'/\operatorname {im} b}, und {\displaystyle C'/\operatorname {im} c} ersetzt werden. Zwar findet man auch hier einen natürlichen Verbindungshomomorphismus d, jedoch ist die lange Folge lediglich ein Kettenkomplex und nicht notwendigerweise exakt.
Nur wenn die vertikalen Sequenzen exakt sind, d. h. die Bilder unter a, b und c jeweils Normalteiler in A', B' bzw. C' sind, d. h. die Kokerne existieren, funktioniert der Beweis der Exaktheit auch für Gruppen.
Die einfache alternierende Gruppe {\displaystyle A_{5}} enthält eine zur symmetrischen Gruppe {\displaystyle S_{3}} isomorphe Untergruppe, in der wiederum die zyklische Gruppe {\displaystyle C_{3}} ein Normalteiler ist.
Hieraus erhält man ein kommutatives Diagramm
{\displaystyle {\begin{matrix}&0&\to &C_{3}&\to &C_{3}&\to 0\\&\downarrow &&\downarrow &&\downarrow \\0\to &0&\to &S_{3}&\to &A_{5}\end{matrix}}}
mit exakten Zeilen.
Da {\displaystyle A_{5}} einfach ist, ist der Kokern der rechten Abbildung trivial, während {\displaystyle S_{3}/C_{3}} isomorph zu {\displaystyle C_{2}} ist.
Die lange Sequenz hat daher die Form
{\displaystyle 0\longrightarrow 0\longrightarrow 0\longrightarrow 0\longrightarrow C_{2}\longrightarrow 0}
und ist folglich nicht exakt.

## Wissenswertes
- In dem Film It’s My Turn (1980) beweist Jill Clayburgh das Schlangenlemma.
- Charles A. Weibel verzichtet in seinem Buch "An Introduction to Homological Algebra" (Cambridge U. Press, 1994) auf einen Beweis mit dem Hinweis auf It’s My Turn.
- Ganz am Anfang des Filmes Die Reifeprüfung (1967) sieht man die Aussage des Schlangenlemmas auf einer Tafel hinter Dustin Hoffman.